# Bressuire
Bressuire là một xã thuộc tỉnh Deux-Sèvres trong vùng Nouvelle-Aquitaine nước Pháp. Xã này nằm ở khu vực có độ cao trung bình 173 mét trên mực nước biển. Xã nằm bên sông Dolo, một nhán của sông Argenton.
Bressuire có nhà thờ Notre-Dame xây vào thế kỷ 12 và 15 và có một tòa lâu đài thời Phục hưng.

## Kết nghĩa
- Fraserburgh, Scotland
- Leixlip, Eire
- Ryazan, Nga (từ năm 1997)